# Lutz Templin
Ludwig „Lutz“ Templin (* 18. Juni 1901 in Düsseldorf; † 7. März 1973 in Stuttgart) war ein deutscher Saxophonist, Bandleader und Arrangeur. 

## Leben
Der aus Düsseldorf kommende Templin war zunächst Violinist in Tanzorchestern und leitete ein eigenes Orchester, das Ende der 1930er Jahre in der Region Berlin spielte. Bekannt wurde Templin ab 1940 als Leiter der Propaganda-Swing-Band „Charlie and His Orchestra“, die während des Zweiten Weltkrieges im Auftrag des Propagandaministeriums amerikanische Jazz-Standards in von Templin arrangierten Versionen nachspielte. Der Originaltext wurde dabei zumeist im Sinne der NS-Propaganda umgedichtet. Es war Templin als Bandleader offiziell gestattet, die ansonsten verbotenen Feindsender abzuhören, um die dort gehörte Swingmusik in seinen Versionen verwerten und möglichst jazzig arrangieren zu können. In Templins Orchester spielten damals zahlreiche deutsche und europäische Musiker, die zur Elite der damaligen Jazz- und Unterhaltungsmusik außerhalb der USA gezählt werden.
Ab 1943 arbeitete Templin in Stuttgart. Seine Swingmusik wurde (ohne Propagandatexte) während der Zeit der NS-Diktatur auch für Exportzwecke auf Schallplatte veröffentlicht. Die Kapelle Lutz Templin stand 1944 in der Gottbegnadeten-Liste des Reichsministeriums für Volksaufklärung und Propaganda.